# حررطيري
حررطيري (بالصومالية:  :Xarardheere)‏، هي مدينة ساحلية في مقاطعة مدج التابعة لولاية الفيدرالية غلمدغ  في الصومال.وكانت مركزا لقراصنة الصومالية. وبعد 10 سنوات عادت تحت حكم الولاية غلمدغ بعد سيطرة قواتها مع دعم من قبل الدولة 

## التاريخ
بالنسبة لمعظم تاريخها ، كانت حررطيري مدينة تاريخية تم تضمينها في العديد من السلطنات الصومالية مثل سلطنة أجوران وسلطنة هراب ، الذين حكموا المدينة منذ القرن الثالث عشر.  بعد استقلال الصومال ، تطورت المدينة وأنجبت العديد من السياسيين والمسؤولين العسكريين الصوماليين البارزين مثل عبد الرشيد علي شارماركي الرئيس الثاني للصومال ، واللواء داود عبد الله حرسي القائد الأول للقوات المسلحة الصومالية اللواء محمد أبشير موسى. القائد الأول لقوة الشرطة الصومالية واللواء صلاد غبيري كديي. ولد رئيس الوزراء السابق للحركة الوطنية الانتقالية محمد عبدي يوسف أيضًا في المنطقة التي تربطها علاقات عائلية قوية بالعشيرة هبر جدير. في الستينيات ، كان أول نائب انتخب عن الدائرة هو محمد سعيد جنتلمان ، رجل أعمال شهير و محافط لمقاطعة هودان ، بنادر

### القراصنة البحرية

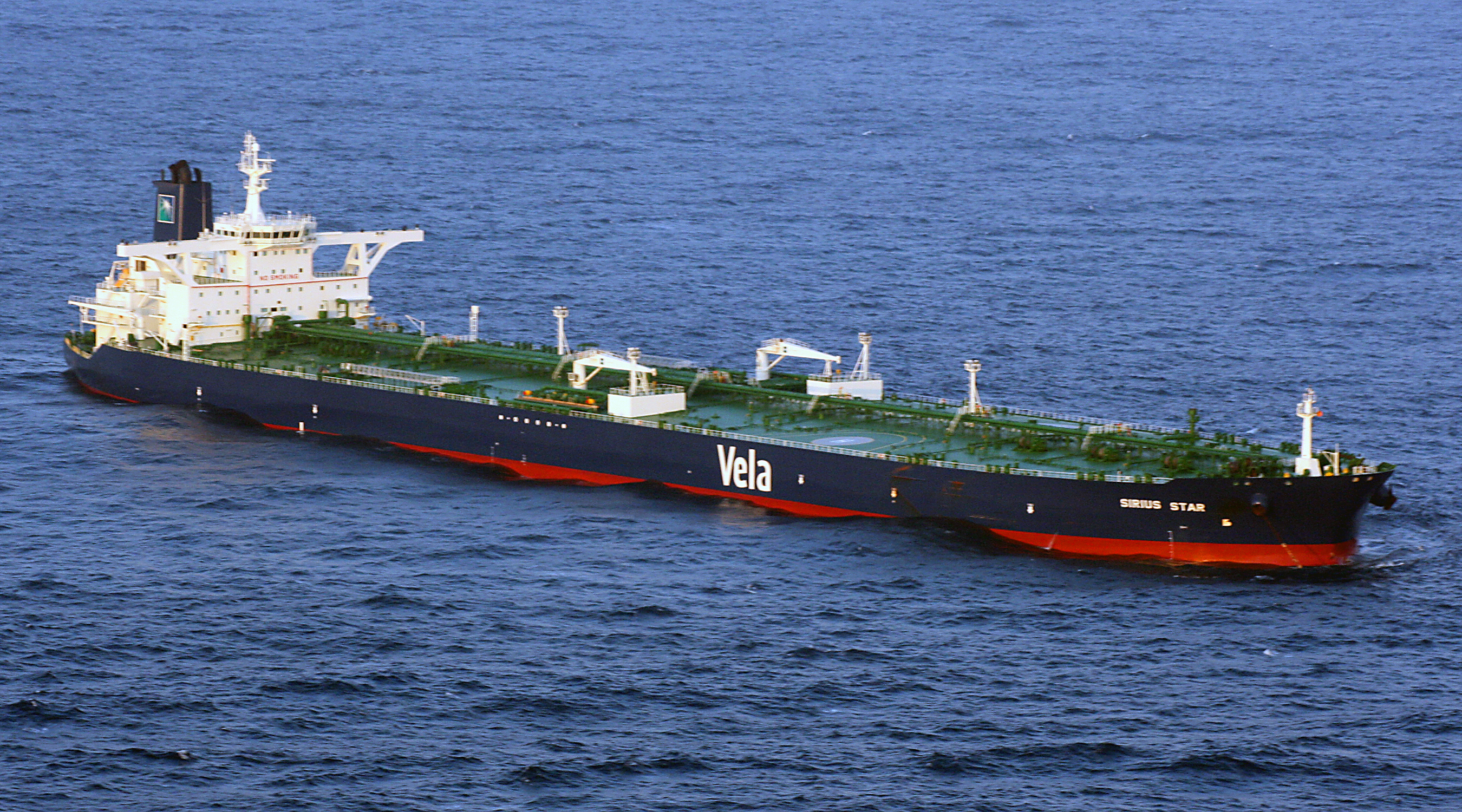
سفينة سيريوس ستار ناقلة نفط السعودية محجوزة في ساحل حررطيري في 2008

صارت حررطيري بعد الحرب الأهلية الصومالية مركزا لقراصنة البحر الصومالية .في 15 نوفبمر 2008 كانت سفينة سيريوس ستار ناقلة نفط السعودية متجهة إلى أمريكا عبر رأس الرجاء الصالح ، على الحافة الجنوبية لقارة إفريقيا بدلا من التوجه إلى قناة السويس . وهاجمها القراصنة على بعد 450 ميلا بحريا جنوب شرقي مدينة  مومباسا  حيث أجبروا السفينة على اتجاه نحو الصومال وفي 9 يناير 2009 تم افراجها بعد دفع فدية بلغت 3 مليون دولار. 

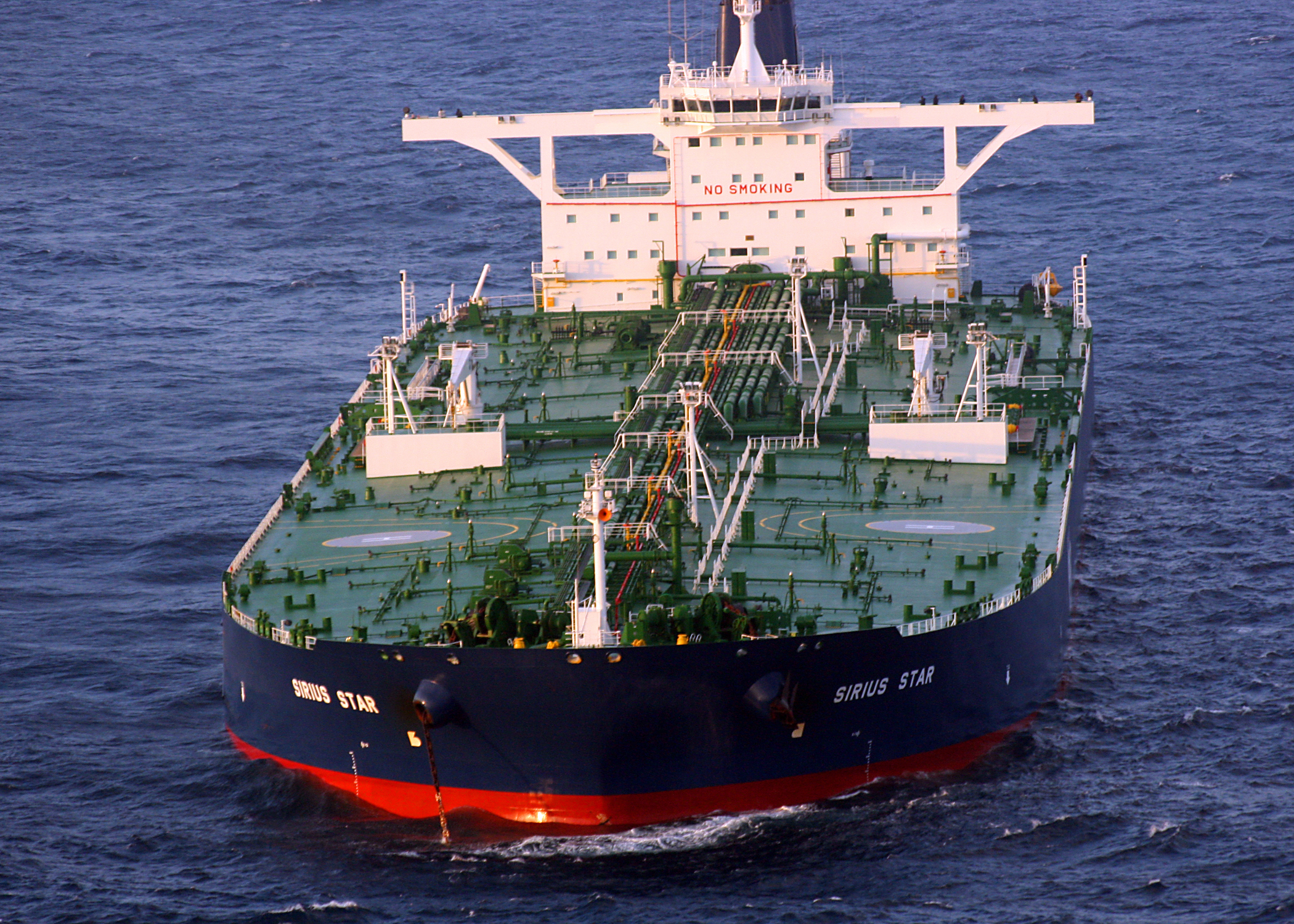
Sirius_Star_at_Anchor_Off_the_Coast_of_Harardhere,_Somalia_DVIDS130361

## التركيبة السكانية
اعتبارًا من عام 2005 ، كان عدد سكان حررطيري حوالي 65,543 نسمة. وكما هو الحال في معظم غلمدغ ، يسكنها بشكل أساسي صوماليون من عشيرة هوية ، وقبائل أخرى 

## أعلام
- داود عبد الله حرسي
- عبد الرشيد علي شارماركي